# Гарджуло, Доменико
Доменико Гарджуло по прозванию Микко Спадаро (итал. Domenico Gargiulo, Micco Spadaro; ок. 1609 — ок. 1675) — итальянский живописец XVII века, периода барокко, работал в своём родном городе Неаполе. Он был учеником художника-баталиста Аньелло Фальконе и успешно писал картины в пейзажном, батальном и историческом жанрах в традициях неаполитанской школы.

## Биография
Доменико Гарджуло был сыном мастера по изготовлению мечей, за что и получил прозвание «Микко Спадаро» (итал. Spadaro — изготовитель мечей, оружейник). Он обучался живописи в мастерской художника-баталиста Аньелло Фальконе, где был соучеником Сальватора Розы, Карло Копполы, Паоло Порпоры, Андреа ди Леоне. Он также работал с Вивиано Кодацци, к архитектурным пейзажам которого он добавлял фигуры.
На его ранние работы повлиял Пауль Бриль, творчество которого он, должно быть, знал по пейзажным фрескам 1602 года в атриуме церкви Санта-Мария-Реджина-Чели в Неаполе. Он также находился под влиянием Филиппо Наполетано.
Среди его учеников были Пьетро Пеше и Иньяцио Олива. Ему покровительствовали известные коллекционеры, такие как Гаспар Ромер. Он также работал в Чертозе ди Сан-Мартино в Неаполе, изобразил трагическое восстание Мазаньелло и события эпидемии чумы 1656 года.

## Галерея

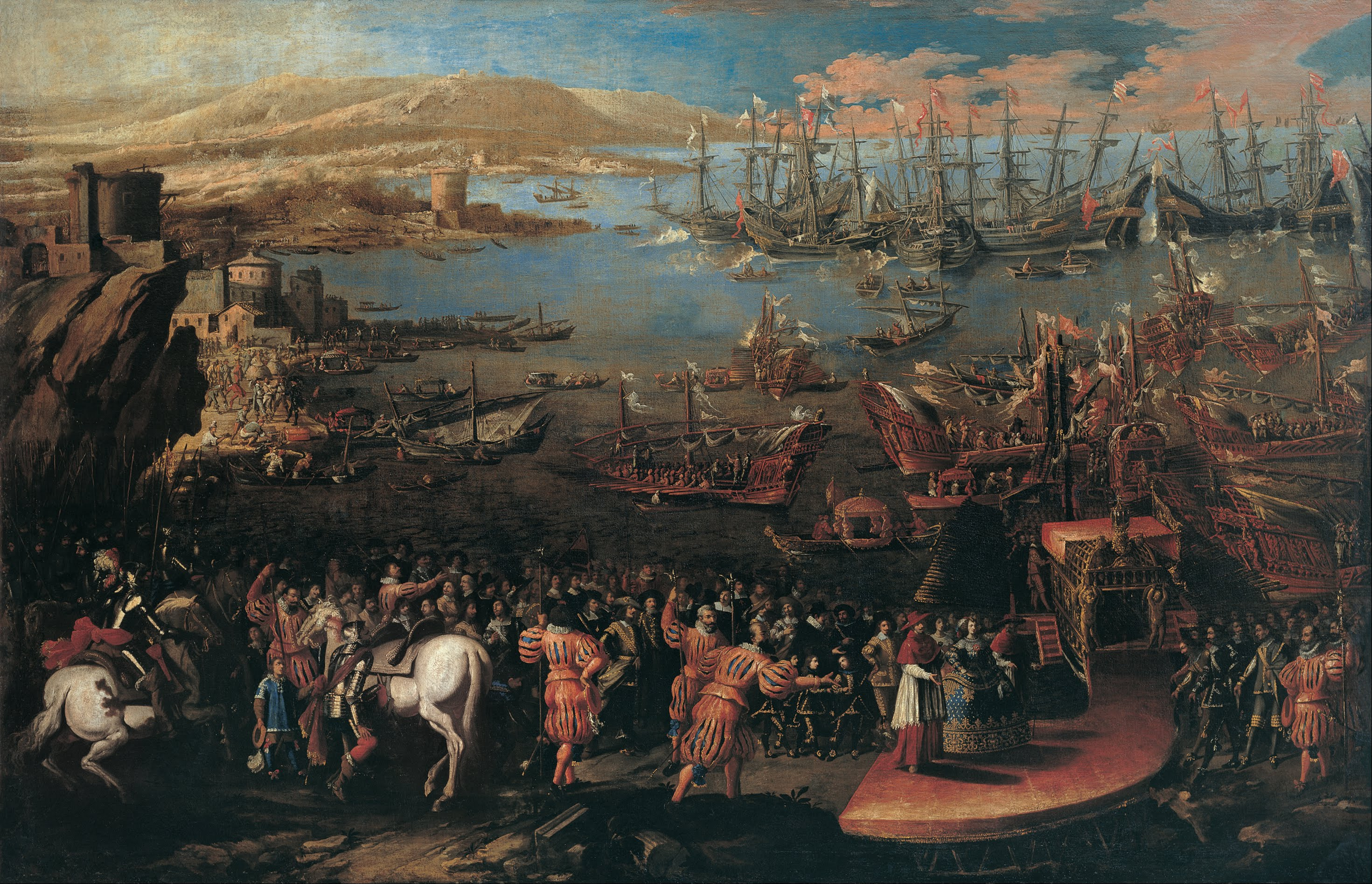
Высадка инфанты Марии в Неаполе. 1649. Холст, масло. Фонд банка Сантандер, Мадрид
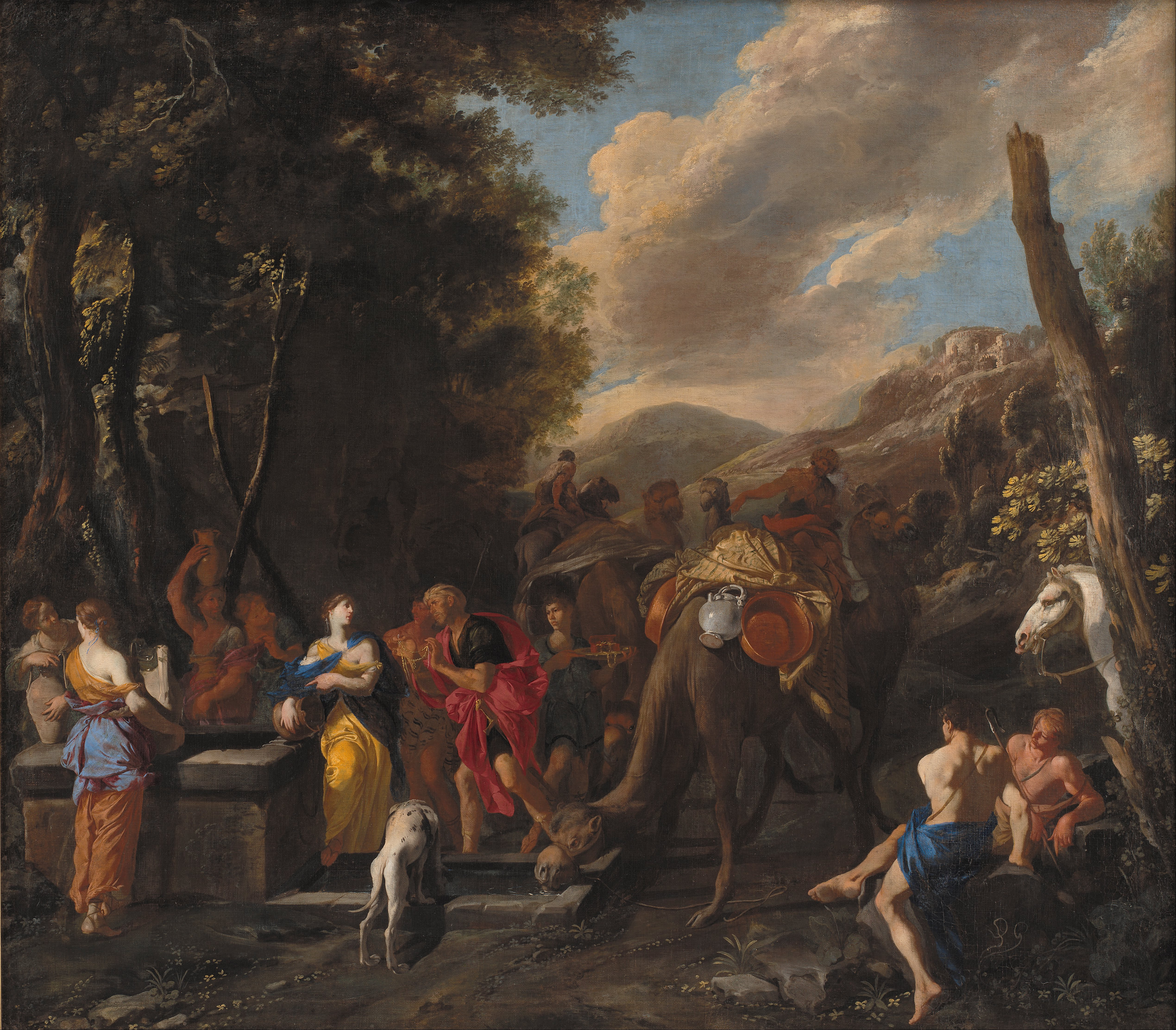
Ребекка и Елиазар у колодца. Между 1627 и 1679. Холст, масло. Государственный музей искусств, Копенгаген
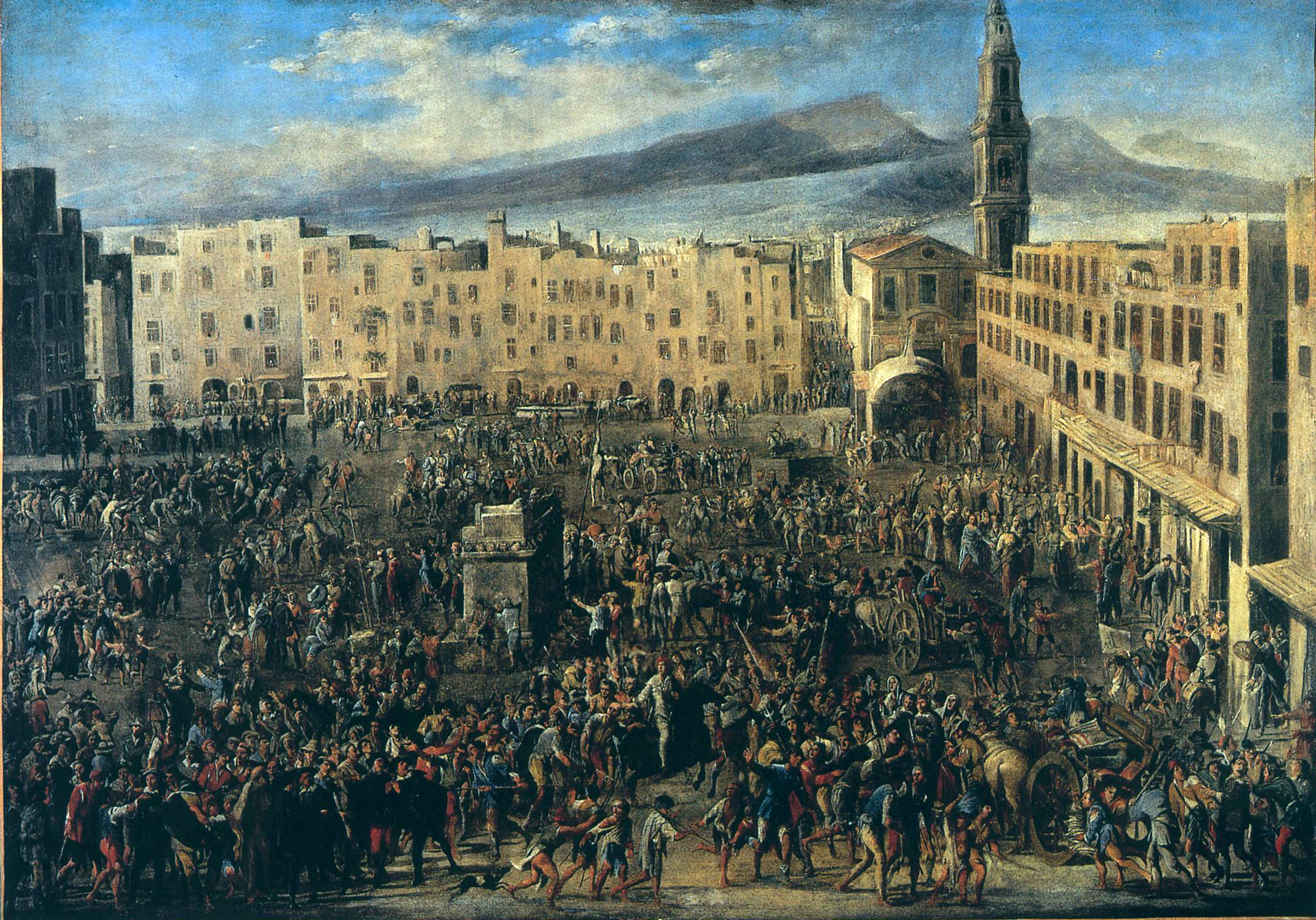
Рыночная площадь во время восстания Мазаньелло. Между 1648 и 1652. Холст, масло. Музей Сан-Мартино, Неаполь
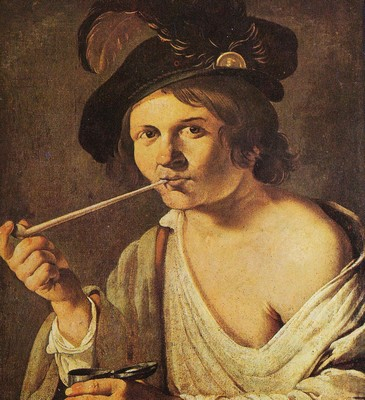
Портрет Мазаньелло. Ок. 1647. Холст, масло. Музей Сан-Мартино, Неаполь
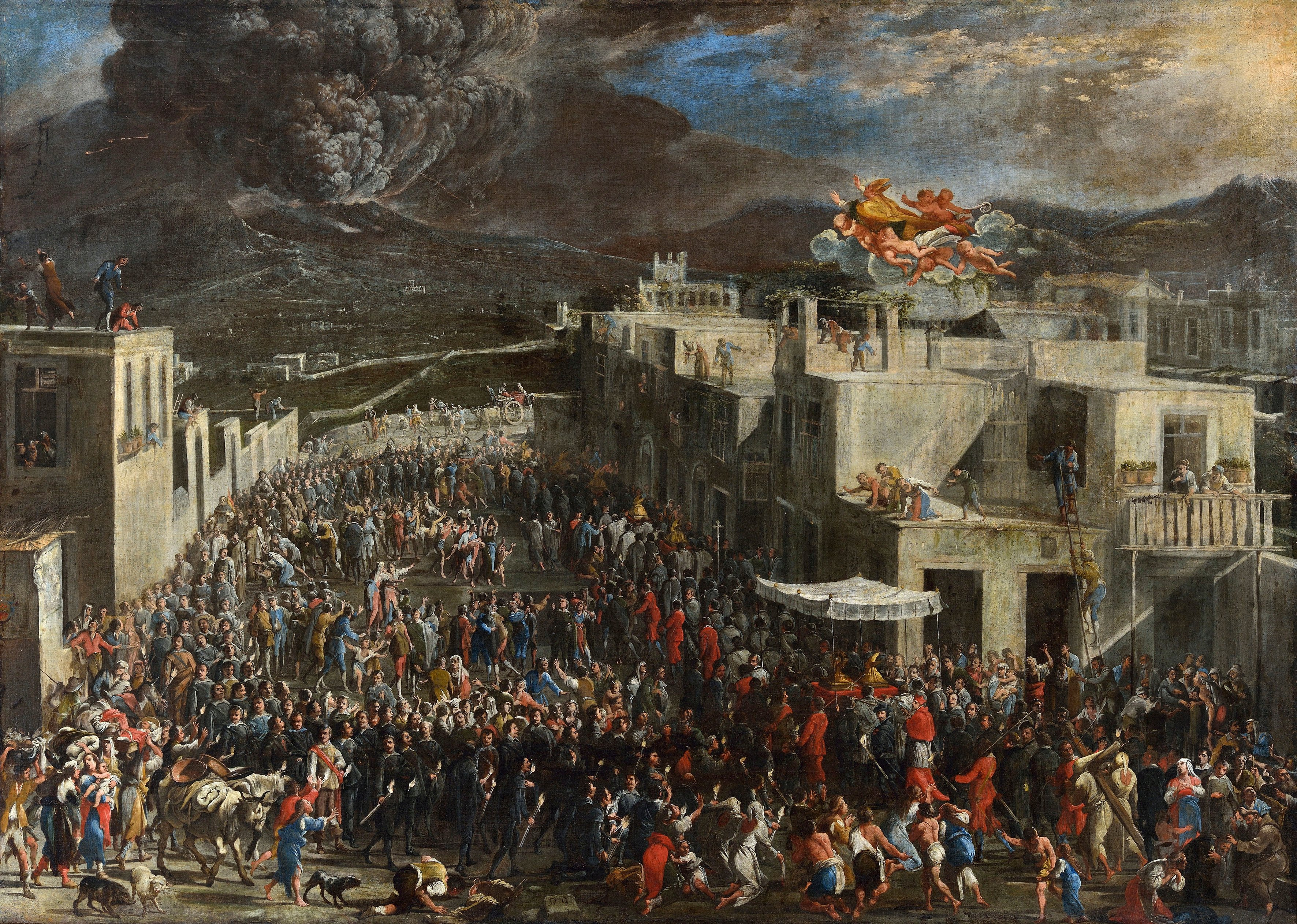
Извержение Везувия 1631 года и процессия Святого Януария. Между 1656 и 1660. Холст, масло
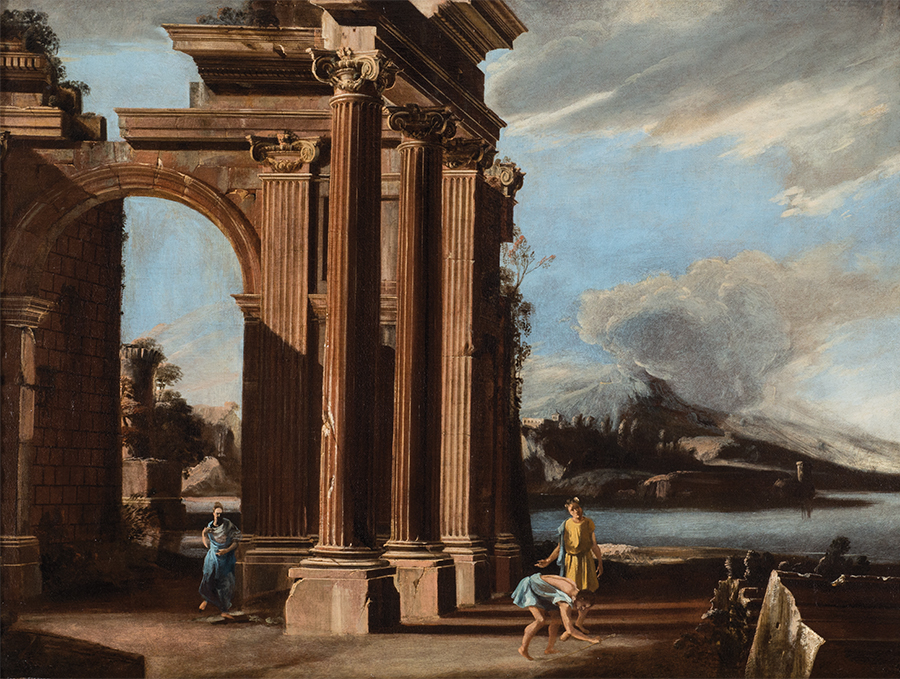
Н. Кодацци и Д. Гарджуло. Извержение Везувия с архитектурой и фигурами. Между 1660 и 1693. Холст, масло. Частное собрание
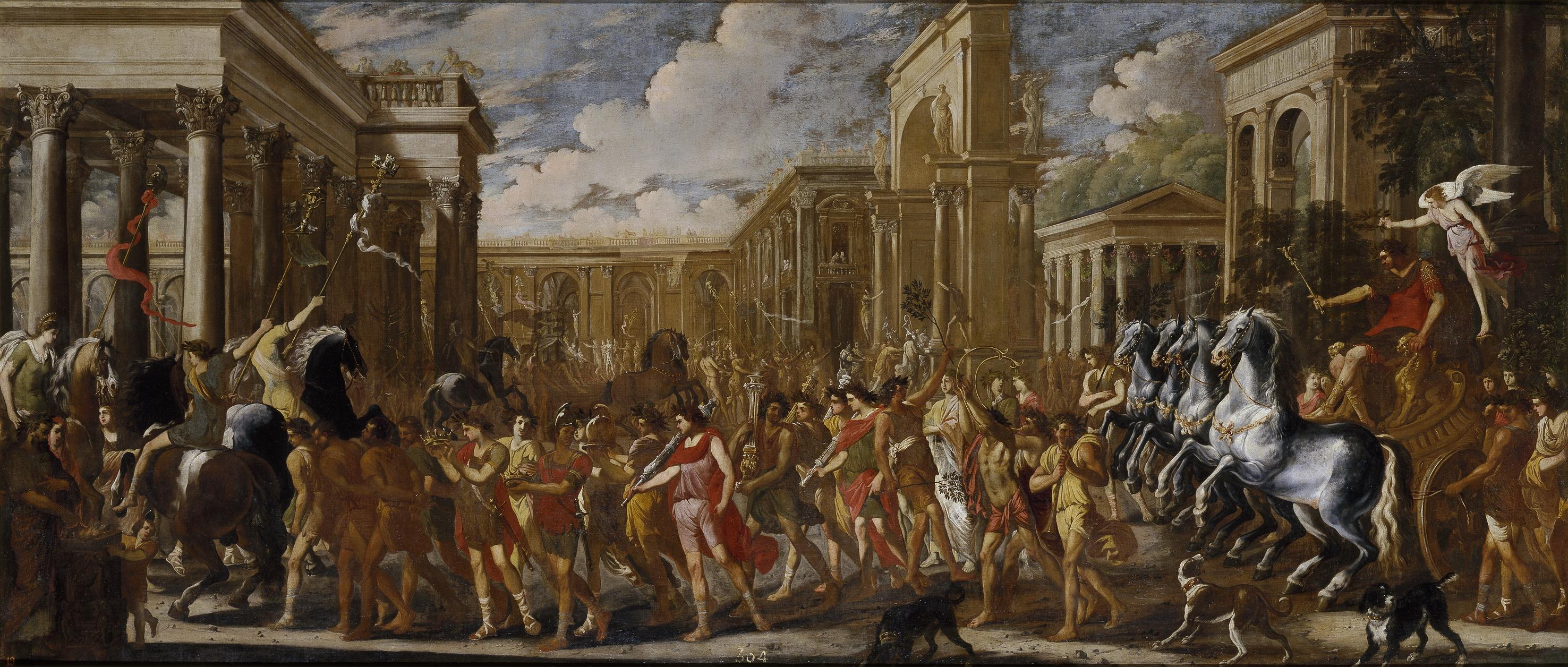
В. Кодацци и Д. Гарджуло. Триумфальный въезд Веспасиана в Рим. Ок. 1638. Холст, масло. Прадо, Мадрид
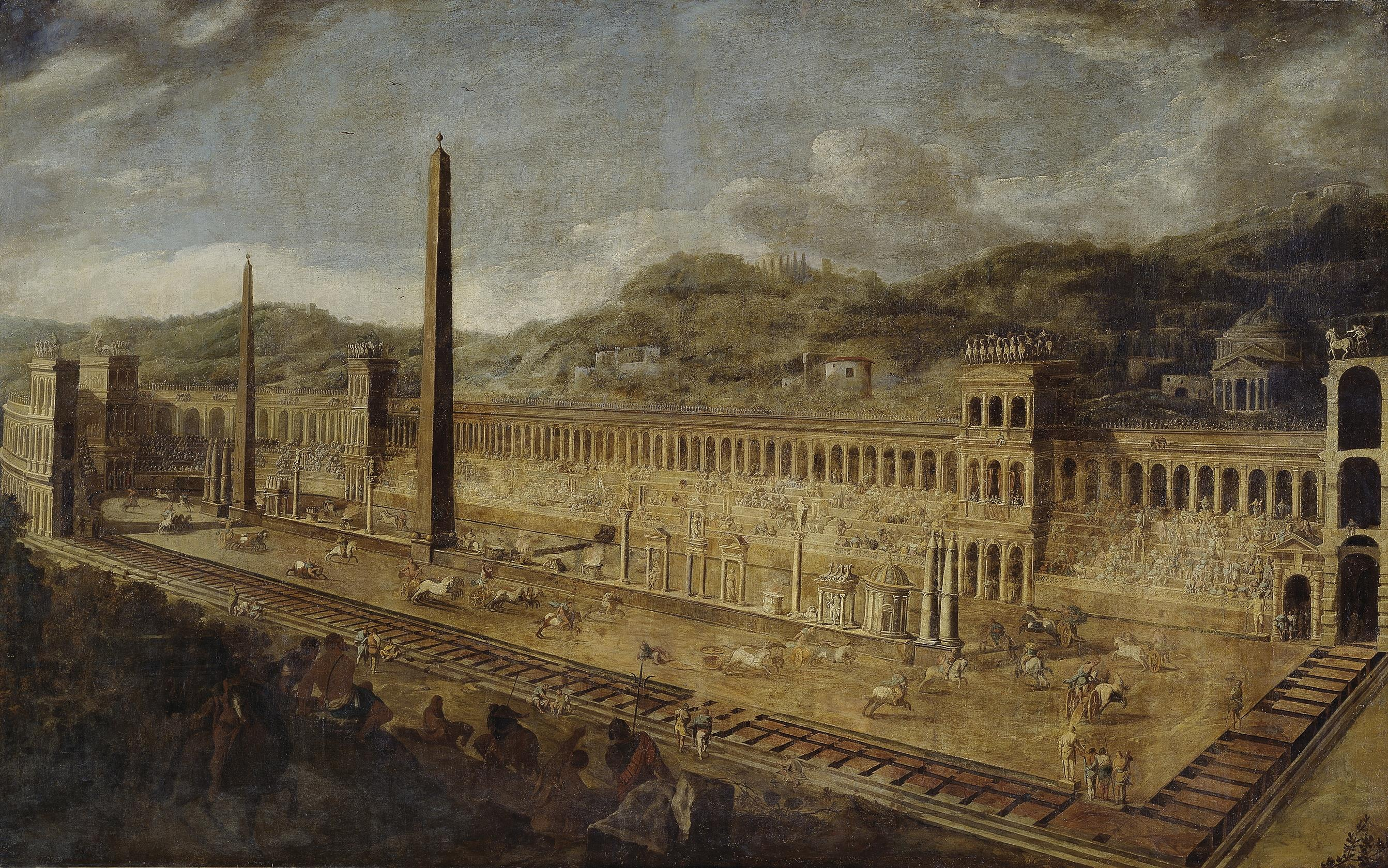
В. Кодацци и Д. Гарджуло. Большой цирк в Риме. Ок. 1638. Холст, масло. Прадо, Мадрид